# Pålsfallstjärnen
Pålsfallstjärnen är en sjö i Karlskoga kommun i Värmland och ingår i Göta älvs huvudavrinningsområde. Sjön är 7 meter djup, har en yta på 0,009 kvadratkilometer och befinner sig 224 meter över havet.